# Chess Life & Review

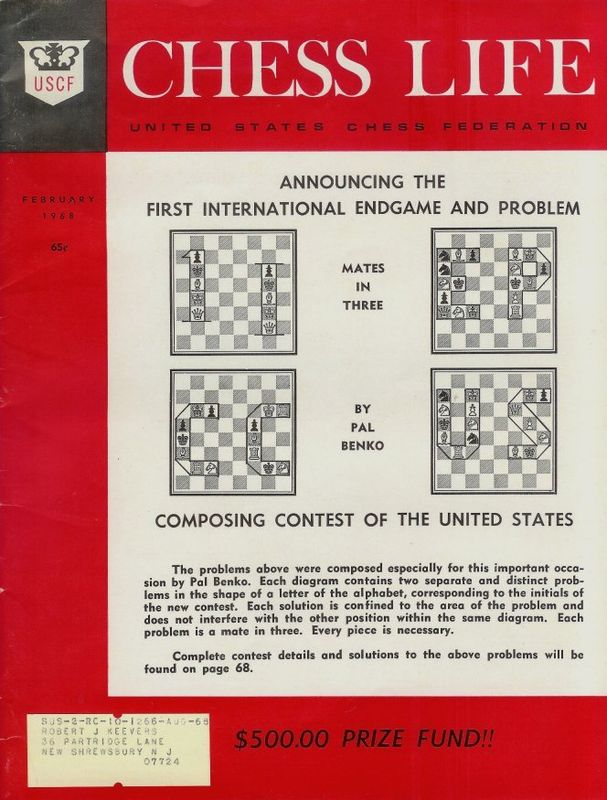

Chess Life & Review é uma revista mensal de enxadrismo, publicada nos EUA pela Federação de Xadrez dos Estados Unidos. A federação americana incorporou a revista Chess Life e em 1969 a revista Chess Review, passando a publicá-la como Chess Life & Review. Em 1980, a revista retornou ao seu título original de Chess Life. Vários proeminentes enxadristas e autores colaboraram com a revista entre alguns Pal Benko (In the Arena), Robert Byrne, Bobby Fischer (Fischer Talks Chess), Gary Kasparov, Paul Keres (Keres Annotates...), Edmar Mednis, Bruce Pandolfini (Solitaire Chess), Susan Polgar (Opening Secrets), Samuel Reshevsky (The Art of Positional Play), Jennifer Shahade e Andrew Soltis (Chess to Enjoy).